# Madiran
Madiran é uma comuna francesa na região administrativa de Occitânia, no departamento dos Altos Pirenéus. Estende-se por uma área de 15,02 km². Em 2010 a comuna tinha 434 habitantes (densidade: 28,9 hab./km²).